# Labroides phthirophagus
 Labroides phthirophagus és una espècie de peix de la família dels làbrids i de l'ordre dels perciformes que es troba a les Hawaii.
Els mascles poden assolir els 12 cm de longitud total.